# Dorstenia bonijesu
Dorstenia bonijesu là một loài thực vật có hoa trong họ Moraceae. Loài này được Carauta & C.Valente mô tả khoa học đầu tiên năm 1983.